# Wow: Live at the Childe Harold
Wow: Live at the Childe Harold  ist ein Jazzalbum von Al Jarreau. Die am 13. August 1976 im Nachtclub Childe Harold in Washington, D.C. entstandenen Aufnahmen erschienen auf LP am 29. November 2024 sowie als Download am 6. Dezember 2024 auf Resonance Records.

## Hintergrund
Al Jarreau erlangte landesweite Anerkennung mit der Titelmelodie der in den USA erfolgreichen Fernsehserie Moonlighting von 1985, in der Cybill Shepherd und Bruce Willis die Hauptrollen spielten. Er hatte auch eine Single aufgenommen, die die Charts anführte: „We’re in This Love Together“. Doch bevor er Popstar, R&B-Sänger und erfolgreicher Crossover-Künstler wurde, galt Al Jarreau vor allem als Jazztalent, notierte Mark Corroto. Im Jahr 1976 erschien gerade Jarreaus zweites Album Glow, das ein Jahr nach dem Debütalbum des Sängers und Songwriters, We Got by, erschienen war, das über das zu Warner Bros. Records gehörende Label Reprise Records veröffentlicht wurde. Bekanntheit erlangte er schließlich mit seinem bahnbrechenden Album Look to the Rainbow: Live in Europe (Warner Bros., 1977).
In dieser Phase wurde ein Auftritt des Sängers für die Rundfunkstation WHFS Radio in Washington, D.C. aufgenommen. Das Album enthält u. a. fünf Songs, die noch nie zuvor auf einer Live-Aufnahme von Jarreau zu hören waren, darunter „Fire and Rain“ von James Taylor und „Shiny Stockings“ von Count Basie sowie frühe Versionen von „Take Five“ und „You Don’t See Me“. Das Album enthält in den Liner Notes einen Essay des ehemaligen Musikkritikers der Washington Post, Richard Harrington; dazu kommen Interviews mit Künstlern, die Al Jarreau kannten oder sich von ihm inspirieren ließen, darunter Nile Rodgers, Dionne Warwick, Will Downing, Dee Dee Bridgewater, und Marcus Miller.

## Titelliste
- Al Jarreau: Wow: Live at the Childe Harold (Resonance Records)[3]

1. Letter Perfect 5:42
2. Rainbow In Your Eyes 5:32
3. Fire and Rain 6:36
4. Intro to Take Five 2:32
5. Take Five 6:49
6. Lock All the Gates 6:02
7. Gimme That Wine 1:13
8. Shiny Stockings 5:29
9. Aladdin’s Lamp 5:16
10. You Don’t See Me 8:32
11. We Got By 7:22

## Rezeption

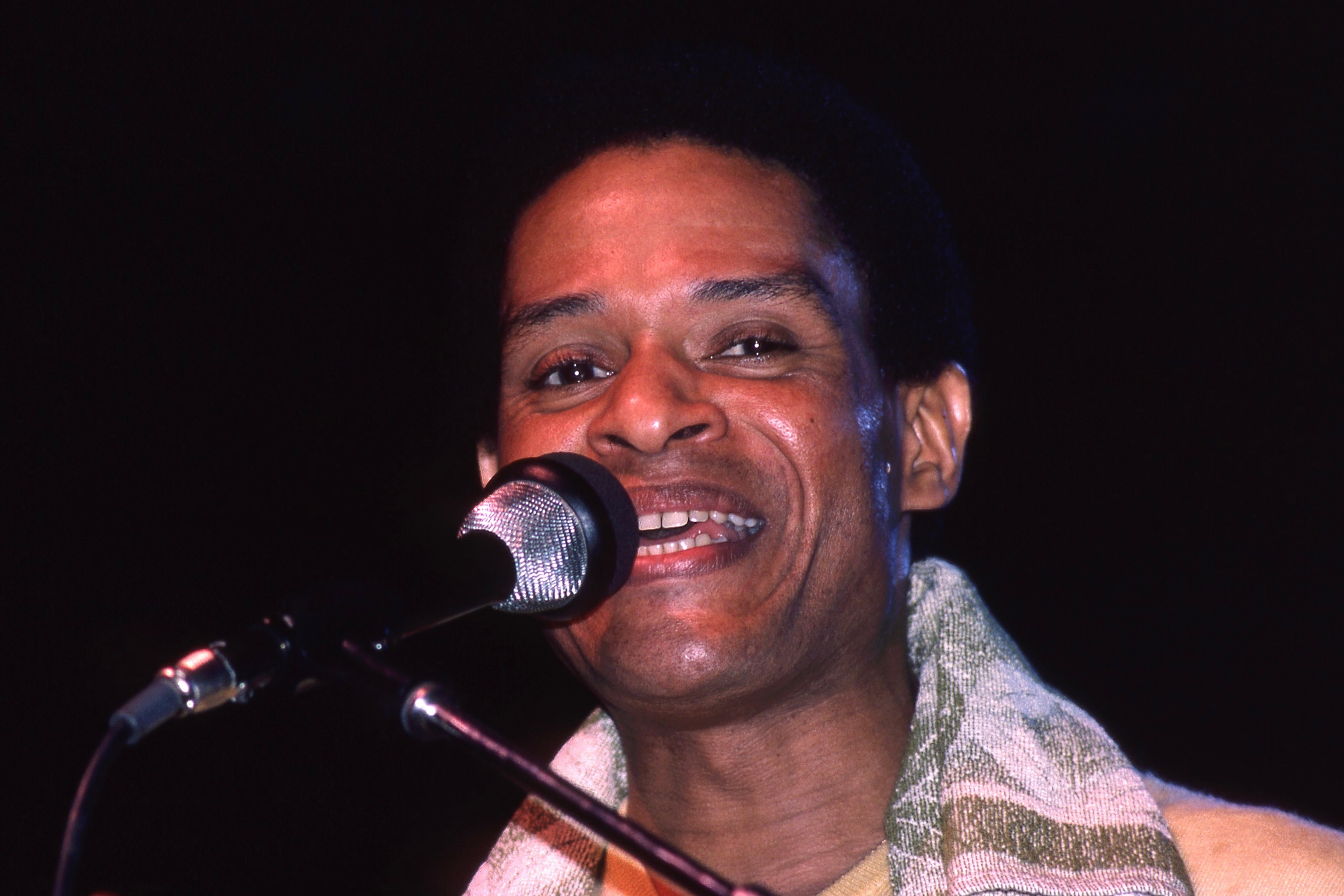
Al Jarreau (1981)

Nach Ansicht von Mark Corroto, der das Album in All About Jazz rezensierte, sei Jarreau teils Jon Hendricks, teils Sly Stone gewesen, und „er war Bobby McFerrin, bevor es einen Bobby McFerrin mit seiner Stimmgymnastik und seinem Klanggenerator gab“. Der Livemitschnitt würde schon alle Zutaten enthalten, die seine Fans lieben würden. Jarreau habe dabei auch fünf Lieder dargeboten, die später auf Look to the Rainbow zu hören waren. Jedes sei bereits vollständig ausgearbeitet und genauso überzeugend. Hier prophezeite Jarreau seine Zukunft als Grammy-Gewinner in den Kategorien Jazz, Pop und R&B.
Ob als „Gesangsturner“ oder als „Scat-Akrobat“, Jarreaus ansteckender Charme und seine Vielseitigkeit hätten ihn zum Erfolgsgaranten gemacht, schrieb Imran Mirza (UK Vibe). Seine anfängliche Vorliebe für Jazz habe ihm frühe Kooperationen mit den mächtigen George Duke und Julio Martinez ermöglicht, bevor seine natürliche Zugänglichkeit ihm Anerkennung in den Bereichen R&B und Pop einbrachte. Dieses fantastische Album fange Jarreau an der Schwelle zu den großen Erfolgen ein, die ihm schließlich durch seine sechs Grammy-Gewinne und Hit-Singles wie „We’re in this Love Together“ und „Mornin“ zuteilwerden sollten.